# Cynometra cauliflora
Cynometra cauliflora, umgangssprachlich selten auch Nam-Nam, Namnam oder Froschfrucht genannt, ist eine Pflanzenart aus der Gattung Cynometra in der Unterfamilie der Johannisbrotgewächse (Caesalpinioideae) innerhalb der Familie der Hülsenfrüchtler (Fabaceae). Sie wird im süd- und südostasiatischen Raum als tropischer Obstbaum angebaut. Hier ist er bekannt als Nam-Nam, Namu-Namu oder Amphawa.

## Beschreibung

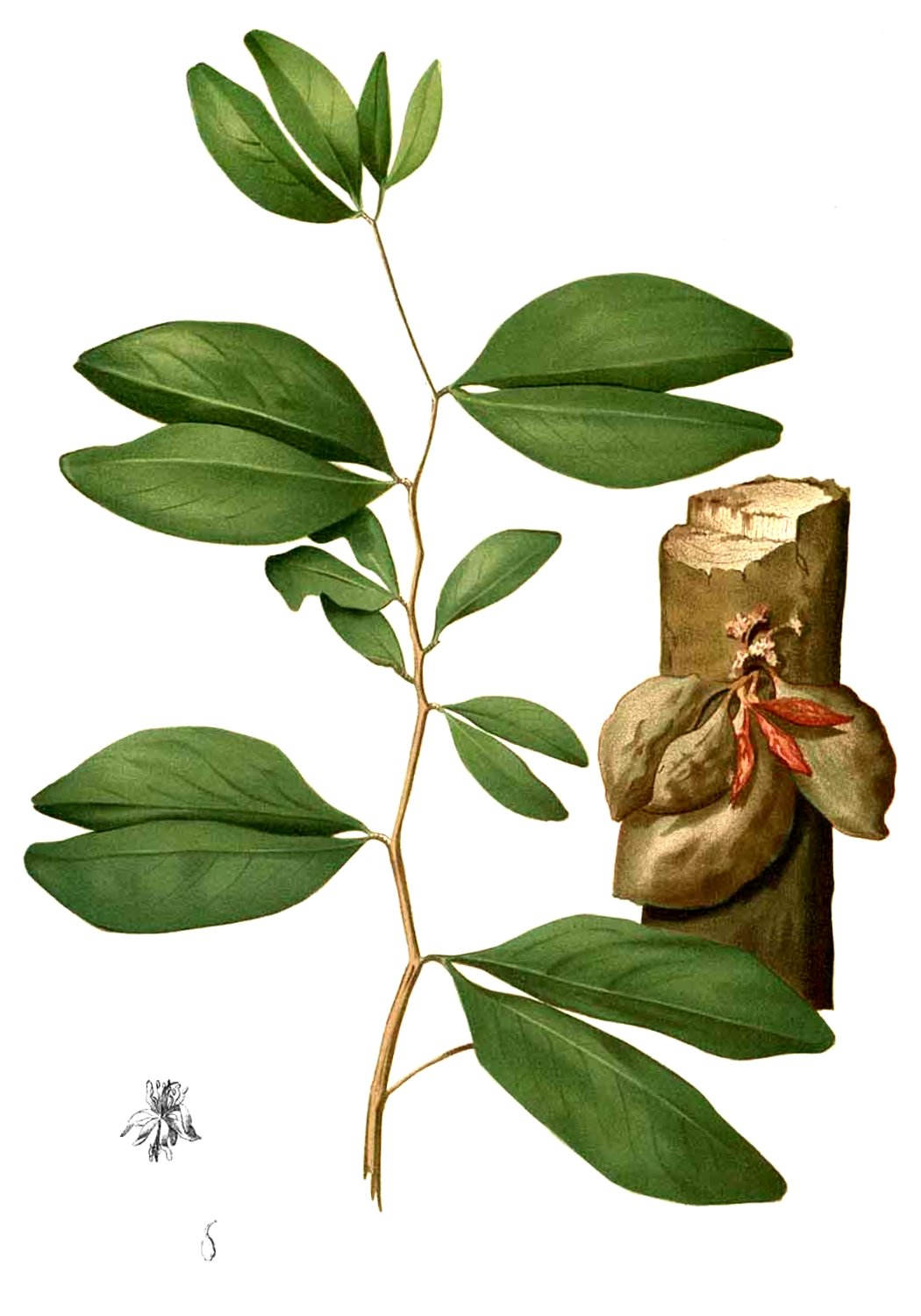
Illustration

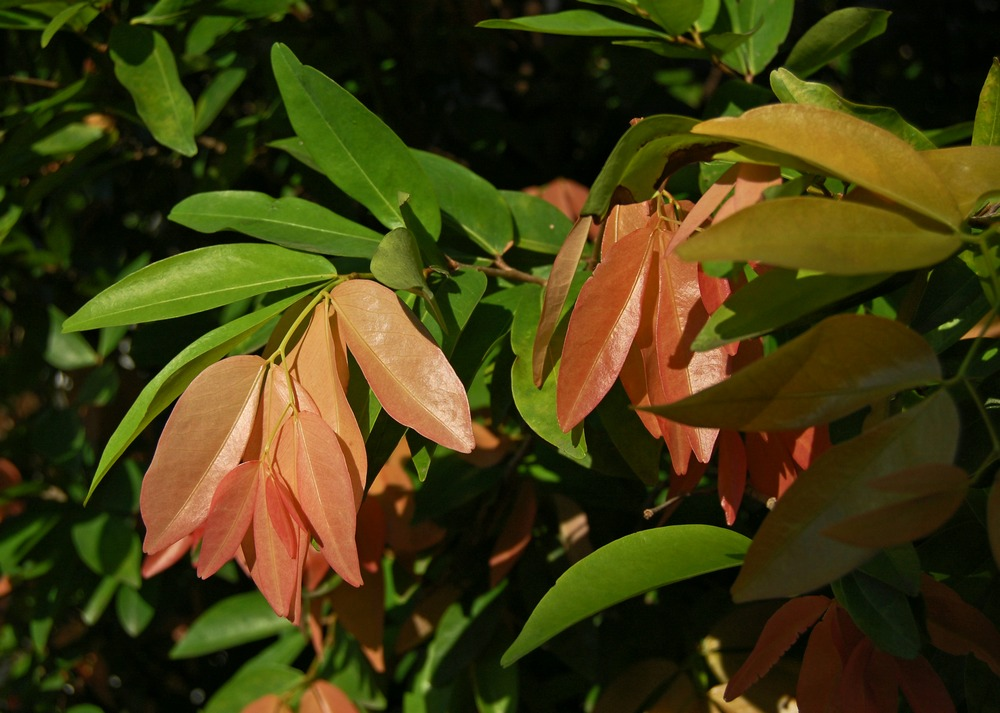
Laubblätter während der Laubausschüttung

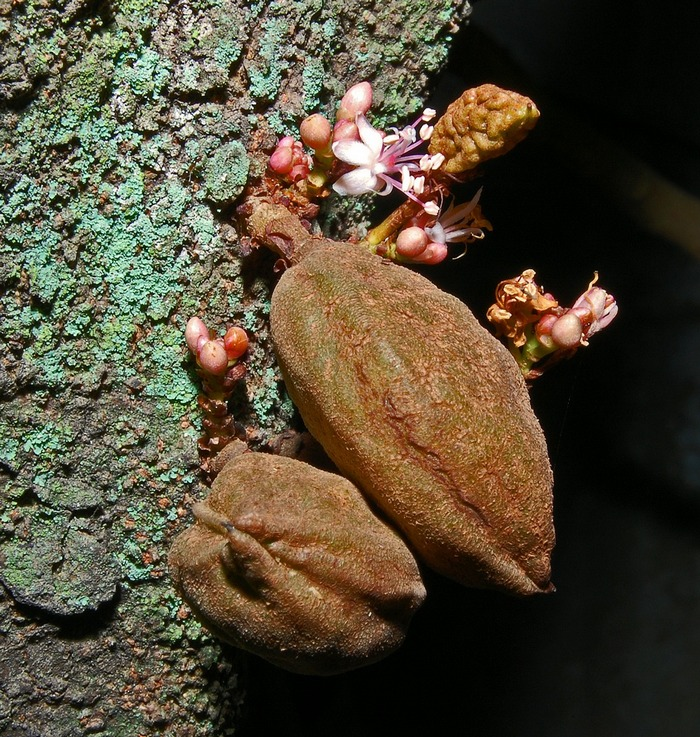
Blüten und Früchte

Cynometra cauliflora wächst als immergrüner, kurzstämmiger, bis zu 15 Meter hoher Strauch oder Baum. Die Stammborke ist graubraun und glatt. Die Zweige sind zick-zackförmig gebogen. 
Die wechselständig angeordneten Laubblätter sind in Blattstiel und Blattspreite gegliedert. Der kurze Blattstiel ist bis 8 Millimeter lang. Die zweizählige Blattspreite besitzt nur zwei Fiederblättchen. Die Blättchen sind fast sitzend und unsymmetrisch eiförmig bis elliptisch. Die zueinander gerichteten Spreitenhälften sind dabei deutlich schmäler als die voneinander abgewandten. Die rundspitzigen bis eingebuchteten Blättchen sind 5 bis 16 Zentimeter lang, 1,5 bis 6 Zentimeter breit, ganzrandig, kahl und glänzend dunkelgrün. Die Nebenblätter sind früh abfallend.
Als Blütenstände werden kurze und dichte Trauben gebildet, die stammblütig, kauliflor, in Büscheln aus Knoten des Stammes oft kurz über den Boden wachsen. Die sehr kleinen und zwittrigen Blüten mit doppelter Blütenhülle haben vier rötlichweiße, 2 bis 4 Millimeter lange Kelchblätter. Die fünf zurückgelegten Kronblätter sind eiförmig, 3 bis 4 Millimeter lang und weiß. Es sind 8–10 freie, etwas vorstehende Staubblätter und ein oberständiger, einkammeriger Fruchtknoten mit langem Griffel mit kleiner, kopfiger Narbe vorhanden.
Die meist einsamigen, hängenden und nicht öffnenden Hülsenfrüchte sind abgeflacht, halbmond- bis leicht nierenförmig, 3 bis 9 Zentimeter lange und 2 bis 6 Zentimeter breit. Die Fruchtklappen sind bis zu 8 Millimeter dick, hart, holzig und außen grob runzelig, leicht filzig, braungrün und matt. Die relativ glatten, halbmond- bis leicht nierenförmigen Samen sind abgeflacht und 3 bis 6 Zentimeter lang und 2 bis 4 Zentimeter breit. Die Samenschale ist braun, der Kern fest und weiß.

## Verbreitung
Das natürliche Verbreitungsgebiet von Cynometra cauliflora liegt in Indien, Malaysia und Indonesien., nach anderen Angaben im Osten von Malesien Cynometra cauliflora wird in Indien, Malaysia, Indonesien, Indochina, seltener auch auf pazifischen und karibischen Inseln angebaut.

## Systematik
Cynometra cauliflora ist eine Art aus der Gattung Cynometra. Sie wurde 1753 von Carl von Linné im Species Plantarum erstbeschrieben. Ein Synonym der Art lautet Cynometra acutifolia S.Vidal.
Cynometra cauliflora ist die einzige Art der Gattung Cynometra, die als Nahrungspflanze verwendet wird.

## Etymologie
Der Gattungsname Cynometra  (von altgriechisch kýōn, deutsch ‚Hund‘ und altgriechisch mḗtrā, deutsch ‚Gebärmutter‘) oder deutsch Hundsscham von Linné geht auf die Erstbeschreibung 1690 durch Georg Eberhard Rumpf zurück. Seine Bezeichnung Cynomorion oder canum pudenda bezieht sich auf die Ähnlichkeit der Frucht mit dem Geschlechtsteil des Hundes, ebenso der malaiische Name Namnam. Das Manuskript Herbarium Amboinense von Rumpf wurde erst 50 Jahre später in Holland gedruckt.  

## Verwendung
Die reifen Früchte sind nahrhaft und werden roh, gekocht oder geröstet gegessen. In Zuckerwasser eingekocht können sie auch als Kompott verwendet werden. Junge Hülsenfrüchte sind noch sehr sauer und werden auch als Mixed Pickles eingelegt und zum Würzen von Speisen oder als Bestandteil von Soßen und Gewürzpasten verwendet.
Cynometra cauliflora wächst im tropischen Klima an sonnigen und halbschattigen Standorten. Trockenzeiten fördern dabei die Fruchtentwicklung. Sie werden in Obst- und Hausgärten kultiviert und aus Samen gezogen. Die Früchte werden abhängig von der Verwendung im frühreifen oder reifen Zustand geerntet.